# Distretto di Telenești
Il distretto di Telenești è uno dei 32 distretti della Moldavia, il capoluogo è la città di Telenești.

## Società

### Evoluzione demografica
In base ai dati del censimento, la popolazione è così divisa dal punto di vista etnico:
| Etnia       | Abitanti | %     |
| ----------- | -------- | ----- |
| Moldavi     | 67.309   | 95,98 |
| Ucraini     | 879      | 1,25  |
| Russi       | 537      | 0,76  |
| Gagauzi     | 16       | 0,02  |
| Bulgari     | 16       | 0,02  |
| Rumeni      | 1.262    | 1,80  |
| Altre etnie | 107      | 0,15  |

## Geografia antropica

### Suddivisioni amministrative
Il distretto è composto da 1 città e 30 comuni.

#### Città
1. Telenești

#### Comuni
1. Bănești
2. Bogzești
3. Brînzenii Noi
4. Budăi
5. Căzănești
6. Chiștelnița
7. Chițcanii Vechi
8. Ciulucani
9. Cîșla
10. Codrul Nou
11. Coropceni
12. Crăsnășeni
13. Ghiliceni
14. Hirișeni
15. Inești
16. Leușeni
17. Mîndrești
18. Negureni
19. Nucăreni
20. Ordășei
21. Pistruieni
22. Ratuș
23. Sărătenii Vechi
24. Scorțeni
25. Suhuluceni
26. Tîrșiței
27. Țînțăreni
28. Văsieni
29. Verejeni
30. Zgărdești